# Romagny (Mancha)
Romagny era una comuna francesa situada en el departamento de Mancha, de la región de Normandía, que el 1 de enero de 2016 pasó a ser una comuna delegada de la comuna nueva de Romagny-Fontenay al fusionarse con la comuna de Fontenay.

## Demografía
| Gráfica de evolución demográfica de Romagny entre 1800 y 2014 |
|                                                               |

Los datos demográficos contemplados en este gráfico de la comuna de Romagny se han cogido de 1800 a 1999 de la página francesa EHESS/Cassini, y los demás datos de la página del INSEE.